# Dongfeng Nissan Cup
De Dongfeng Nissan Cup is een golftoernooi waarbij de formule van de Ryder Cup  wordt toegepast. Een team van Chinese spelers speelt tegen een Asia-Pacific team. Het toernooi valt onder de paraplu van de OneAsia Tour.
De teams bestaan uit 12 spelers. Eerst worden er 6 fourball matches gespeeld, dan 6 foursomes. De laatste dag worden 12 singles gespeeld. In totaal zijn er dus 24 punten te verdelen.

## Winnaars
| Jaar | Winnaar      | Score     | Verliezer |
| ---- | ------------ | --------- | --------- |
| 2011 | Asia-Pacific | 12½ - 11½ | China     |
| 2012 | Asia-Pacific | 14½ - 9½  | China     |

## Teams
| Jaar | Asia-Pacific | China |
| ---- | --- | --- |
| 2012 | Wisut Artjanawart, Mark Brown, Jin-hoo Choi, Tze-Huang Choo, Nicholas Fung, Rory Hie, Jason Kang, Scott Laycock, Michael Long, André Stolz, Soshi Tajima, Yosuke Tsukada | Ren Han, Da-xing Jin, Wen-chong Liang, Sheng Ouyang, Kang-chun Wu, Wei-huang Wu, Hao Yuan, Tian Yuan, Lian-wei Zhang, Xin-jun Zhang, Guo-wu Zhou en amateur Tianlang Guan |

 Thailand Open ·
 Indonesia PGA Championship ·
 China Open ·
 Maekyung Open ·
 SK Telecom Open ·
 Fiji International ·
 China Masters ·
 Korea Open ·
 Australian Open ·
 Australian PGA Championship
Dongfeng Nissan Cup